# Regno d'Albania (1272-1368)
Il Regno d'Albania fu fondato nel 1272 da Carlo d'Angiò nei territori sottratti al Despotato d'Epiro, sui quali regnò col titolo di Re d'Albania a partire dall'anno successivo. Il regno si estendeva sulla fascia costiera compresa fra Durazzo (odierna Durrës) e Butrinto, mentre i confini interni rimasero definiti in maniera molto vaga. Già nel 1281 Carlo I fu costretto ad abbandonare le regioni interne in seguito ad una controffensiva dei Bizantini, mentre il suo potere veniva ulteriormente indebolito dallo scoppio dei Vespri Siciliani. Il Despotato d'Epiro rientrò così in possesso di buona parte dei territori perduti, riducendo il regno angioino alla sola regione di Durazzo. La città rimase comunque nelle mani dei discendenti di Carlo fino al 1368, quando Durazzo fu conquistata da Carlo Thopia.

## Re d'Albania
- Carlo I 1272–1285
- Carlo II 1285–1294

Nel 1294 Carlo II cedette i suoi diritti sull'Albania al figlio Filippo, Principe di Taranto e d'Acaia. Questi regnò col titolo di Signore del Regno d'Albania.

## Signori del Regno d'Albania
- Filippo 1301-1332
- Roberto 1332

Nel 1332 Roberto succedette al padre Filippo, il cui fratello, Giovanni, si rifiutò di giurare fedeltà al nipote in quanto Principe d'Acaia. I due vennero a patti e Roberto ricevette da Giovanni il principato in cambio di 5000 once d'oro e del diritto alla corona del regno d'Albania. Giovanni assunse così il titolo di Duca di Durazzo.

## Duchi di Durazzo
- Giovanni 1332-1336
- Carlo 1336-1348
- Giovanna 1348-1368

Nel 1368 Durazzo cadde nelle mani di Carlo Thopia, che fu riconosciuto dalla Repubblica di Venezia come Principe d'Albania.